# Interstate Highway 10
Interstate Highway 10, Interstate 10 eller bare I-10 er en hovedvej i Dwight D. Eisenhower National System of Interstate and Defense Highways i USA eller bare Interstate Highway System. Vejen er den sydligste vest-østgående interstate, der går hele vejen fra vestkysten til østkysten. 
Vejen begynder ved California State Route 1 nær Stillehavet i Santa Monica, Californien og slutter, hvor den møder Interstate 95 ved Jacksonville i Florida.

## Rutebeskrivelse
Vejen er med sine 3.959 km en af de længste interstates i USA, selvom den kun går gennem 8 delstater. Mere end en tredjedel af vejens samlede længde ligger i delstaten Texas, nemlig over 1.400 km. Interstate 10 kaldes ”den mest ensomme interstate af alle”

### Californien
Vejen er en af de mange interstates, der har særlige navne for forskellige delstrækninger. Dette gælder ikke mindst i Californien, hvor dele af vejen er kendt som blandt andet Santa Monica Freeway, Rosa Parks Freeway, San Bernardino Freeway, Christopher Columbus Transcontinental Highway, Veterans Memorial Highway, Dr. June McCarroll Memorial Freeway m.fl. En kort strækning i Palm Springs kaldes Sonny Bono Memorial Freeway. Dette vejstykke er som antydet opkaldt efter Sonny Bono, den ene halvdel af duoen Sonny og Cher, og desuden medlem af USAs Kongres samt borgmester i Palm Springs.
Vejen går fra Santa Monica gennem Los Angeles og dennes forstæder. Fra Palm Springs går vejen mod vest syd for Joshua Tree National Park og gennem Chuckwalla Mountains. Ved grænsen til Arizona krydser vejen Colorado floden nær byen East Blythe.

### Arizona
Også i Arizona har vejen et andet navn, nemlig Pearl Harbor Memorial Highway. Gennem Phoenix kaldes den Papago Freeway. Andre strækninger kaldes blandt andre Maricopa Freeway, Pima Freeway og Casa Grande Highway. I Phoenix møder vejen I-17, der går mod nord og nær Eloy møder vejen I-8, der kommer fra San Diego. I Tucson møder vejen I-19, der fører mod syd til den mexicanske grænse ved Nogales. I Tucscon arbejder man i øjeblikket på at udvide vejen fra 3 til fire vejbaner i hver retning, for at dække behovet fra den stadigt stigende trafik. Andre steder i Arizona arbejder man på at udvide vejen fra to til tre baner i hver retning, ligesom der bygges nye broer over motorvejen. Den største udvidelse ligger dog i Phoenix, hvor der er planer om at udvide vejen til 12 spor i hver retning, hvilket vil gøre strækningen til den bredeste motorvej i Nordamerika. I dag er den bredeste motorvej den 22-spors Highway 401 nær Mississauga i Ontario i Canada.
Fra grænsen til Californien fører vejen gennem en række mindre bjergkæder, fx Plomosa Mountains og Eagletail Mountains på vej mod Phoenix. Efter Phoenix drejer vejen mod sydøst til Tucson. På denne strækning passerer vejen tæt forbi Saguaro National Park. Fra Tucson kurver vejen mod sydøst og derefter mod nordøst gennem Dragoon Mountains og Dos Cabezas Mountains til den når grænsen til New Mexico ca. 12 km øst for byen San Simon.

### New Mexico
I New Mexico følger vejen ruten fra den gamle hovedvej U.S. Highway 80. Vejen går mod øst gennem det sydvestligste hjørne af staten fra grænsen til byen Las Cruces. Her møder vejen I-25, som begynder her, og fører mod nord. Selv drejer I-10 mod syd til grænsen til Texas. Fra Las Cruces til El Paso løber vejen langs med Rio Grande. 

### Texas
Afstanden fra grænsen mellem Arizona og Texas ved El Paso til Santa Monica i Californien er ca. 1.263 km. Fra Orange på grænsen til Louisiana til Jacksonville i Florida er der 1.270 km. Fra El Paso til Orange er der 1.414 km . Dermed er strækningen gennem Texas længere end strækningerne på begge sider af staten. Hele strækningen gennem Texas kontrolleres af Texas Department of Transportation. Denne vejstrækning er den længste gratis motorvejsstrækning i USA, der kontrolleres af en enkelt myndighed. Hastighedsgrænsen i Texas er 80 miles (130 km) i timen (i dagtimerne) på strækningen mellem El Paso County og Kerr County, hvilket er den højeste hastighed på vejen i nogen stat. Om natten er hastighedsgrænsen dog kun 65 miles (105 km) i timen. 
Også i Texas har vejen andre navne på kortere strækninger, fx Northwest Expresway, McDermotte Freeway, Jose Lopez Freeway, Katy Freeway og Baytown East Freeway.
I-10 passerer grænsen mellem New Mexico og Texas ved El Paso. Dette er det tætteste vejen kommer den mexicanske grænse. Nogle steder er afstanden så lille som ca. 25o meter, hvilket er det nærmeste nogen interstate kommer på et andet land. Fra El Paso løber vejen syd øst på langs Rio Grande til Esperanza, hvor den svinger mod øst og forlader floden. Kort efter Kent splittes vejen op og I-20 fortsætter mod nordøst, mens I-10 fortsætter videre mod øst, til omkring Segovia. Herfra fører vejen mod sydøst til San Antonio, hvor den møder I-37, der fører mod syd til Corpus Christi.
Vejen er karakteristisk i den vestlige del af staten, ved som en af de få motorveje, at have tilslutningsveje, der rammer motorvejen i en 90 graders vinkel uden nogen form for tilkørselsramper. Disse veje fører typisk til gårde og huse. I Kerr County umiddelbart vest for San Antonio overholder vejen heller ikke helt reglerne for interstates, da der her er en stigning på 7 %, hvor reglerne foreskriver at interstates ikke må have stigninger på over 6 %. 
Motorvejen passerer San Antonio, der historisk set er kendt for Alamo Missionsstationen, hvor der stod et berømt slag i under Texas' frihedskrig fra Mexico i 1836. Her blev 186 forsvarere af missionsstationen, her i blandt James Bowie og Davy Crockett dræbt at mexicanske tropper under Antonio López de Santa Anna. Fra San Antonio fortsætter I-10 mod øst til Houston. Strækningen fra Houston til forstaden Katy er pt. under udbygning til 26 spor! 6 hovedspor i hver retning, 3 HOV spor (HOV = High Occupancy Vehicle; spor, hvor kun biler med flere passagerer må køre), og fire "adgangsspor" i hver retning. Fra Houston går vejen videre mod øst nord for Galveston Bay til Winnie, hvor den drejer mod nordøst til Orange, hvor grænsen til Louisiana passeres.

### Louisiana
Fra grænsen til Texas til Lafayette går I-10 gennem det såkaldte Cajun Heartland. Fra Lafayette til Baton Rouge er en 30 km lang strækning hævet over jordoverfladen på piller. På strækningen krydser vejen Atchafalayafloden, de tilgrænsende sumpområder samt Mississippifloden. Denne strækning kaldes Atchafalaya Swamp Freeway.
I Baton Rouge splittes vejen op. I-12, der kaldes Republic of West Florida Highway efter den tidligere selvstændige republik West Florida, fører nord om søerne Lake Maurepas og Lake Pontchartrain indtil den igen møder I-10 ved Slidell. Selve I-10 føres i en bue syd om søerne og gennem New Orleans. Skal man ikke til New Orleans er det hurtigere og kortere at tage "omfartsvejen" I-12 end at blive på I-10. 
I forbindelse med orkanen Katrina blev en del af I-10 i New Orleans oversvømmet, da vejen her ligger meget lavt.
Kort før Slidell krydser I-10 den østlige del af Lake Pontchartrain via I-10 Twin Span Bridge. Fra Slidell til grænsen til Mississippi går vejen under navnet Stephen Ambrose Memorial Highway.

### Mississippi
Strækningen gennem Mississippi er kun omkring 125 km. Vejen krydser grænsen samtidigt med at den passerer Pearl River. Den fortsætter gennem den nordlige udkant af byerne Gulfport og Biloxi og går et stykke nord for Pascagoula til den krydser grænsen til Alabama. På det meste af strækningen løber vejen parallelt med U. S. Highway 90, som dog går helt ude ved kysten.

### Alabama
Er strækningen gennem Mississippi kort, er strækningen gennem Alabama endnu kortere, kun ca. 105 km. Fra grænsen til Mississippi går vejen mod nordøst til Mobile. Herfra svinger vejen igen mod sydøst, rundt om Mobile Bay. I selve Mobile går vejen gennem en af de få vejtunneller i Alabama, George Corley Wallace Tunnel, som leder vejen under Mobile River. Vejen er opkaldt efter den tidligere guvernør over Alabama, George Wallace.

### Florida
Den største del af I-10's strækning gennem Florida går gennem nogle af statens mindst befolkede dele. Af samme årsag har vejen kun 4 spor gennem hele staten, selv om en kort strækning ved Pensacola er ved at blive udvidet til 6 spor. Lige som i Arizona kaldes en del af strækningen i Florida for Pearl Harbor Memorial Highway. 
Vejen passerer grænsen til Florida ved Perdido River. Herfra går den mod sydøst et kort stykke til Pensacola. Herfra går vejen øst på til Floridas hovedstad, Tallahassee. Herfra fortsætter vejen mod øst, gennem skov- og sumpområder. Nær Houston krydses Interstate 75. Herfra går ruten gennem Osceola National Forest, og vejen slutter ved mødet med I-95 i Jacksonville. 

## Større byer langs I-10
Denne oversigt tæller kun byer med over 30.000 indbyggere.
Californien: Santa Monica, Los Angeles, El Monte, West Covina, Pomona, Montclair, Rancho Cucamonga, Fontana, Colton, San Bernardino, Redlands, Yucaipa, Moreno Valley, (alle disse byer er forstæder til Los Angeles og San Bernardino). Desuden passeres Palm Springs og Indio.
Arizona: Glendale, Phoenix, Tempe, Mesa, Chandler (disse byer indgår alle i Greater Phoenix), Casa Grande og Tuscon.
New Mexico: Las Cruces.
Texas: El Paso, San Antonio, Houston og Beaumont.
Louisiana: Lake Charles, Lafayette, Baton Rouge, Metairie og New Orleans.
Mississippi: Gulfport og Biloxi.
Alabama; Mobile
Florida: Pensacola, Tallahassee og Jacksonville.

## Eksterne referencer
- Om I-10 fra Interstate Guide Arkiveret 23. december 2014 hos  Wayback Machine
- I-10 – oversigt over vejen, skæringer med andre Interstates mm.